# Barrage de Tseuzier
Le barrage de Tseuzier ou Zeuzier, parfois aussi appelé barrage du Rawyl ou Rawil, est un barrage voûte dans le canton du Valais en Suisse et proche de la station d'Anzère. Il se situe sur la rive droite du Rhône au fond du vallon de la Lienne, au pied du col du Rawyl et mesure 156 mètres de haut. Il a été mis en service en 1957. Son bassin versant occupe 18,7 km2 et se situe à 1 777 m d'altitude.

## Histoire
La barrage est construit entre 1954 et 1957.
En octobre 1978, une augmentation anormale des déformations radiales provoque la fissuration du barrage. Une équipe d'experts détermine plusieurs causes:
- Volumes d'eau anormalement élevés à partir du mois de septembre 1978, et surtout de décembre 1978 à février 1979;
- Rapprochement des berges de quelques centimètres;
- Tassement général de la région de l'ouvrage hydroélectrique;
- Perçage et vidage de poches d'eau importantes lors de la construction du tunnel du Rawyl (tronçon N6 Wimmis - tunnel du Rawyl - Uvrier), élimination de la pression hydrostatique.

Les raisons de ces importantes déformations pourraient aussi provenir de failles encore actives ou de tassement du massif rocheux par un effet de drainage.
L'Office fédéral de l'économie des eaux établi un programme de réparation et remise à niveau qui est validé par le Conseil fédéral le 16 mai 1984. La poursuitte de la construction du tunnel de Rawyl est abandonnée par arrêté fédéral en décembre 1986.

## Production d'électricité
L'exploitant de ce barrage est la société Électricité de la Lienne SA constituée le 23 juin 1953. Ses trois actionnaires, la ville de Sion, le canton de Bâle-Ville et BKW FMB Energie SA, en possèdent un tiers chacun.
La production d'électricité est assurée par trois centrales :
- l'usine de Samarin, située à 1 389 m et dont la puissance atteint 0,9 MW ;
- la centrale de Croix, située à 922 m et dont la puissance est de 66 MW ;
- la centrale de Saint-Léonard, située à 498 m et dont la puissance est de 17 MW.

Du 1er octobre 2008 au 30 septembre 2009, ces installations ont produit 191,059 GWh mais la moyenne de production sur les vingt dernières années approche 250 GWh.

## Lac de Tseuzier
Le lac de Tseuzier est un lac artificiel formé par le barrage de Tseuzier ainsi que de la digue en terre de Proz-Riond, haute de 20 m et longue de 43 m. Il peut contenir 51 000 000 m3 d'eau sur une surface de 0,85 km2 et d'une profondeur maximale de 140 m.
Le tour complet du lac de Tseuzier est un parcours pédestre le long du bisse de Sion, qui dure 1 h 10.

## Accès
- A9  Autoroute de Lausanne-Simplon.
- Sortie Sion-Est.
- Prendre la direction de Grimisuat-Anzère.
- Passer par Ayent et continuer direction barrage de Tseuzier.
- À pied par le bisse d'Ayent ou bisse de Sion[5] depuis la station d'Anzère en ~2 heures.

## Galerie

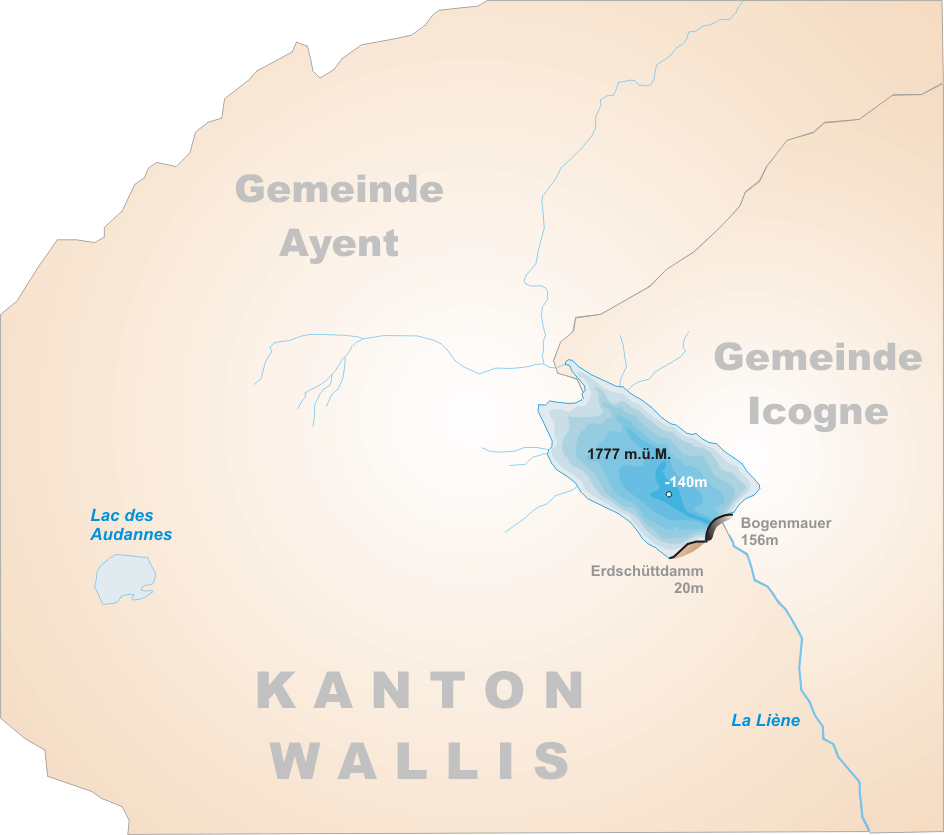
Carte de la région.
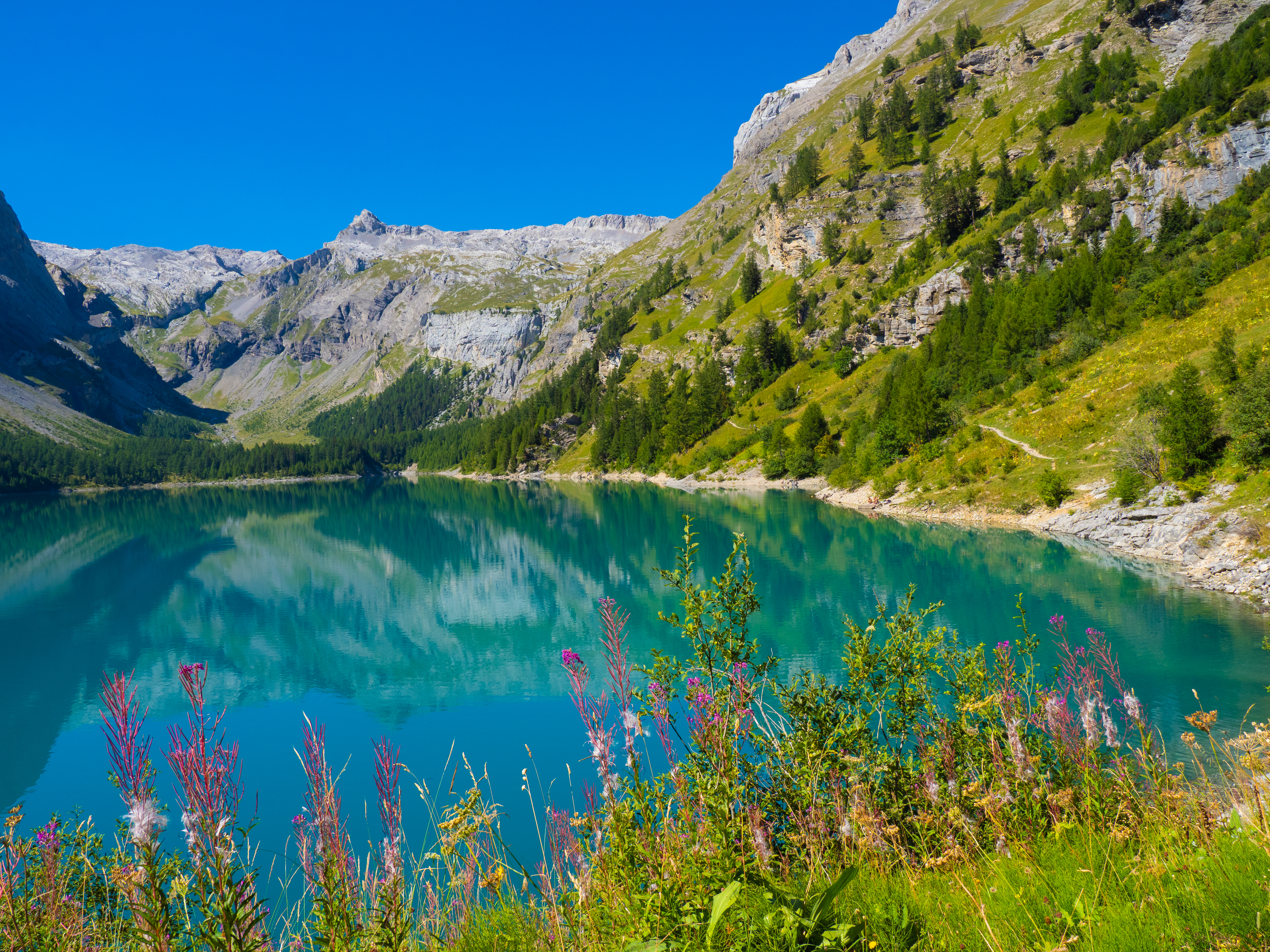
Lac de Tseuzier.
Lac de Tseuzier (1964).
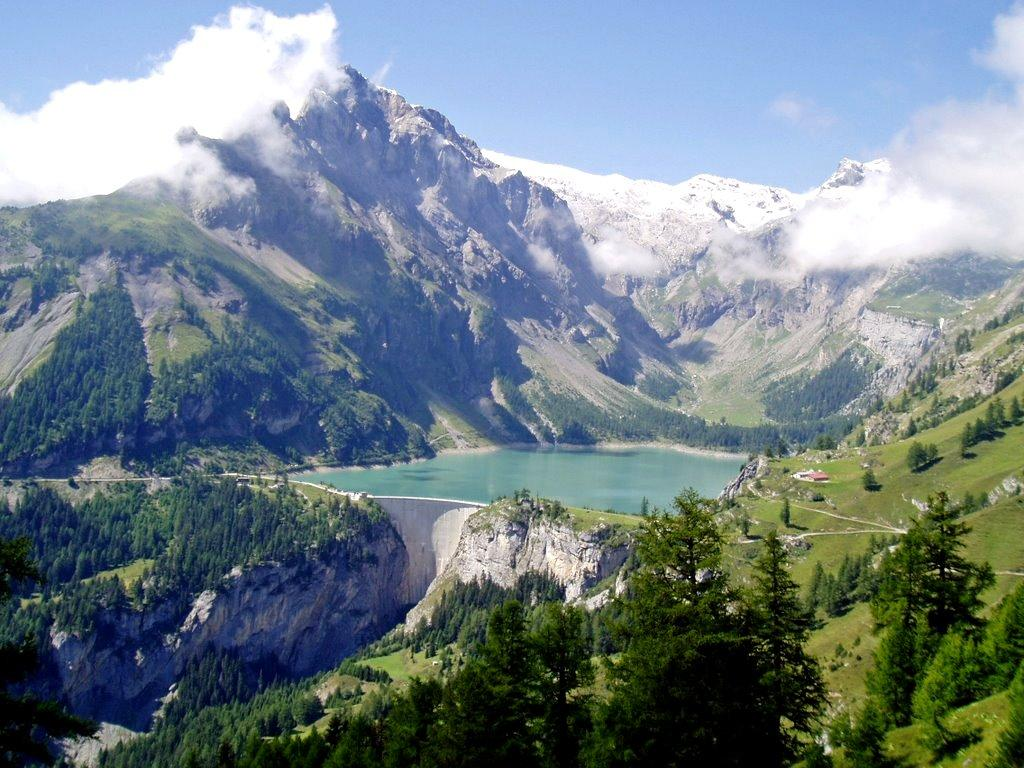
Barrage et lac de Tseuzier.